# Juanma Navas
Juanma Navas, all'anagrafe Juan Manuel Navas (Madrid, 12 settembre 1962), è un attore e cantante spagnolo, noto per aver interpretato il ruolo di Ramón Palacios Jarabo nella soap Una vita (Acacias 38).

## Biografia
Juanma Navas è nato il 12 settembre 1962 a Madrid (Spagna), e oltre alla recitazione si occupa anche di musica e di teatro.

## Carriera
Juanma Navas all'età di diciassette anni ha iniziato a studiare per diventare attore. Ha recitato al teatro, dove ha preso parte all’opera Los desvaríos del verano diretto da José Gomez e all’opera La verdad sospechosa con la compagnia nazionale del teatro classico. Nel corso della sua carriera ha recitato a varie serie televisive come nel 1996 in El club de los listillos, nel 1997 e nel 1998 in Calle nueva, nel 1999 in A las once en casa, nel 2003 in Aquí no hay quien viva, nel 2003, nel 2005, nel 2008 e nel 2012 in Hospital Central, nel 2004 in Ana y los 7, nel 2005 in Motivos personales, nel 2007 in MIR, nel 2006 e nel 2007 in Planta 25, nel 2007 in Hermanos & detectives, nel 2008 in Fuera de lugar, in Herederos e in La tira, nel 2009 in 90-60-90. Diario secreto de una adolescente, nel 2010 in La huella del crimen, nel 2011 in No lo llames amor... llámalo X, in Homicidios e in Museo Coconut, dal 2011 al 2013 in Grand Hotel - Intrighi e passioni (Gran Hotel), nel 2011 e nel 2018 in 14 de abril. La República, nel 2012 in Águila Roja, nel 2013 in Frágiles, in Il tempo del coraggio e dell'amore (El tiempo entre costuras) e in Tierra de Lobos - L'amore e il coraggio (Tierra de Lobos), nel 2014 in Víctor Ros e in El Rey, nel 2015 in B&b, de boca en boca e nel 2017 in El incidente. Ha recitato anche in miniserie televisive come nel 2002 in Viento del pueblo (Miguel Hernández), nel 2010 ne La duquesa e nel 2011 in El asesinato de Carrero Blanco. Ha preso parte anche a soap opere come nel 2007, nel 2013 e nel 2014 in Amare per sempre (Amar en tiempos revueltos), nel 2011 ne Il segreto (El secreto de Puente Viejo) e dal 2015 al 2021 in Una vita (Acacias 38). Oltre ad aver recitato in varie serie e miniserie televisive ha preso parte anche a vari film come nel 1995 in Dame fuego, nel 1996 in Dame algo, nel 2001 in Sólo mía, nel 2011 in No lo llames amor... llámalo X e in La voce taciuta (La voz dormida), nel 2017 ne Il guardiano invisibile (El guardián invisible), nel 2019 in Inciso nelle ossa (Legado en los huesos) e nel 2020 in Rosalinda, mentre nel 2017 ha recitato nel cortometraggio Nadie.

## Filmografia

### Cinema
- Dame fuego, regia di Héctor Carré (1995)
- Dame algo, regia di Héctor Carré (1996)
- Sólo mía, regia di Javier Balaguer (2001)
- No lo llames amor... llámalo X, regia di Oriol Capel (2011)
- La voce taciuta (La voz dormida), regia di Benito Zambrano (2011)
- Il guardiano invisibile (El guardián invisible), regia di Fernando González Molina (2017)
- Inciso nelle ossa (Legado en los huesos), regia di Fernando González Molina (2019)
- Rosalinda, regia di Ramón Luque (2020)

### Televisione
- El club de los listillos – serie TV, 2 episodi (1996)
- Calle nueva – serie TV, 3 episodi (1997-1998)
- A las once en casa – serie TV, 1 episodio (1999)
- Viento del pueblo (Miguel Hernández) – miniserie TV, 1 episodio (2002)
- Aquí no hay quien viva – serie TV, 1 episodio (2003)
- Hospital Central – serie TV, 4 episodi (2003, 2005, 2008, 2012)
- Ana y los 7 – serie TV, 1 episodio (2004)
- Motivos personales – serie TV, 2 episodi (2005)
- MIR – serie TV, 2 episodi (2007)
- Planta 25 – serie TV, 3 episodi (2006-2007)
- Hermanos & detectives – serie TV, 1 episodio (2007)
- Amare per sempre (Amar en tiempos revueltos) – soap opera, 46 episodi (2017, 2013-2014)
- Fuera de lugar – serie TV, 1 episodio (2008)
- Herederos – serie TV, 1 episodio (2008)
- La tira – serie TV, 1 episodio (2008)
- 90-60-90. Diario secreto de una adolescente – serie TV, 5 episodi (2009)
- La huella del crimen – serie TV, 1 episodio (2010)
- La duquesa – miniserie TV, 2 episodi (2010)
- Il segreto (El secreto de Puente Viejo) – soap opera, 1 episodio (2011)
- No lo llames amor... llámalo X – serie TV (2011)
- El asesinato de Carrero Blanco – miniserie TV, 2 episodi (2011)
- Homicidios – serie TV, 1 episodio (2011)
- Museo Coconut – serie TV, 1 episodio (2011)
- Grand Hotel - Intrighi e passioni (Gran Hotel) – serie TV, 5 episodi (2011-2013)
- 14 de abril. La República – serie TV, 5 episodi (2011, 2018)
- Águila Roja – serie TV, 1 episodio (2012)
- Frágiles – serie TV, 1 episodio (2013)
- Il tempo del coraggio e dell'amore (El tiempo entre costuras) – serie TV, 1 episodio (2013)
- Tierra de Lobos - L'amore e il coraggio (Tierra de Lobos) – serie TV, 1 episodio (2013)
- Víctor Ros – serie TV, 1 episodio (2014)
- El Rey – serie TV, 1 episodio (2014)
- B&b, de boca en boca – serie TV, 1 episodio (2015)
- Una vita (Acacias 38) – soap opera, 1483 episodi (2015-2021)
- El incidente – serie TV, 2 episodi (2017)

### Cortometraggi
- Nadie, regia di Diego Corral-Espinosa (2017)

## Teatro
- Los desvaríos del veraneo, diretto da José Gómez
- La verdad sospechosa, con la compagnia del teatro classico

## Doppiatori italiani
Nelle versioni in italiano dei suoi film e delle sue serie TV, Juanma Navas è stato doppiato da:
- Marco De Risi in Il guardiano invisibile, Inciso nelle ossa
- Mario Scarabelli[11] in Una vita[12]